# 勞爾·埃斯帕扎
勞爾·埃斯帕扎（英語：Raúl Eduardo Esparza，1970年10月24日—）是美國的一位演員、歌手和配音演員。他除了出演音樂劇之外，也出演過《法律與秩序：特殊受害者》等電視劇。

## 生平

### 私人生活
埃斯帕扎是一名雙性戀者，已透過《紐約時報》出櫃。
他於1993年與高中認識的女友Michele結婚，但兩人現已離婚。